# Simulium angustifilum
Simulium angustifilum es una especie de insecto del género Simulium, familia Simuliidae, orden Diptera.
Fue descrita científicamente por Rubtsov en 1947.